# Thomas Chirault
Thomas Chirault, född 15 september 1997, är en fransk bågskytt. Han deltog vid olympiska sommarspelen 2020 och 2024.